# The Janus Directive
"La Directiva Janus" fue una miniserie crossover, una serie de 11 números, publicado por primera vez para la editorial DC Comics, publicada entre los meses de mayo y junio de 1989. Entre los creadores que contribuyeron a esta historia, fueron los escritores John Ostrander, Kim Yale, Paul Kupperberg, Cary Bates y Greg Weisman, así como los artistas John K. Snyder III, Rick Hoberg, Rafael Kayanan, Tom Mandrake y Pat Broderick.

## Composición de la Historia
La historia no tiene como tal una serie propia, sino que el arco de la historia se desarrolló a través de varios títulos principales de cabecera, especialmente en las páginas principalmente de Checkmate! Vol. 1, y Escuadrón Suicida Vol. 1, sin embargo, las series Manhunter Vol. 1, Firestorm Vol. 2, y  Capitán Átomo Vol. 1, estas 3 últimos funcionaron como tie-in, que contaban unas historias individuales siendo incluidas dentro del Crossover. ¡Checkmate! y el Escuadrón Suicida se publicaron cada dos semanas, durante el relato de la historia. La historia centra en las operaciones encubiertas de ambos super-equipos y organizaciones que para el momento existían en el Universo DC post-crisis.

## Argumento de la Historia
La líder del Escuadrón Suicida, Amanda Waller, comenzó a enviar a sus agentes a misiones con el interés de atender supuestamente una orden de una agenda privada, llamada Directiva de Janus, que llevó al Escuadrón a enfrentarse contra otros villanos metahumanos, y otras agencias gubernamentales. Por esto mismo, la operación creó un caos, desatado entre varios grupos, enfrentándose sin cuartel a diversos seres metahumanos que estaban asociados con la cúpula militar de los Estados Unidos y otras agencias civiles.
Con el tiempo, se supo que Amanda Waller no se había convertido en una agente corrupta, pero casi había sido asesinada por el líder de la secta Kobra. Kobra había tratado de asesinar a Amanda Waller y reemplazarla con una doppelgänger subordinada que estuviera a sus servicios, para poder manipular y engañar a los diversos organismos gubernamentales, y así evitar poder detener su propio plan: para activar un cañón masivo de pulso de microondas, que se encontraba en órbita en el espacio, para poder freír todos los sistemas electrónicos (para no hablar también de los sistemas nerviosos humanos) siendo operado en el este de los Estados Unidos, provocando el Kali Yuga, una edad de caos que pensó que era el destino de Kobra del comenzar y dirigir un nuevo orden mundial. Waller había conseguido dejar su matrimonio y aparentar ser asesinada en su lugar, tomando la opción ed jugar el papel de su doble, con el fin de desarmar al verdadero cerebro de la operación que estaba detrás de la Directiva Janus. Con el tiempo, dicha verdad fue revelada, y con la unión de ambos equipos (El Escuadrón y Checkmate!) fueron en la captura de Kobra, y destruyendo en el proceso el arma.
Las consecuencias de La Directiva Janus no fue vista con buena gracia por el presidente George Bush, así que tomó la decisión de reorganizar a estos organismos para llevarlos bajo el control ejecutivo; Así, terminó por disolver al Task Force X, la organización que se encontraba bajo la responsabilidad de varias agencias del gobierno, como Checkmate y otros escuadrones encubiertos (Compuestos por agencias que luego serían autónomas), elevando al Sargento Steel el miembro representante de mayor rango en ser parte del gabinete oficial haciéndose con el control total de toda la actividad metahumana gubernamental en el ámbito civil. El General Wade Eiling se convirtió en su equivalente en el Departamento de Defensa . Waller fue puesta en libertad condicional por el presidente Bush debido a sus tácticas de "lobo solitario", muy a su disgusto.
Waller poco tiempo después sería arrestada de nuevo, por tratar de tomar sus asuntoscon sus propias manos varias veces, después de que ella dirigiera a un equipo de asesinos a liquidar personalmente a Vodou  -Una red oriental de tráfico de drogas llamada Loa. Debido a esto llevó a la paralización de todas las operaciones del Escuadrón Suicida por un año.

### Roles importantes en la historia
Mientras que se llevaban a cabo los operativos individuales, personajes como Firestorm (Ronnie Raymond), Firehawk y Manhunter (Mark Shaw) desempeñaron un papel en la resolución de la trama argumental, que en ninguna parte eran tan importantes como los personajes principales de la historia.

## Números implicados del crossover
- Parte 1: Checkmate! Vol. 1 #15 (mayo de 1989)
- Parte 2: Escuadrón Suicida Vol. 1 #27 (mayo de 1989)
- Parte 3: Checkmate! Vol. 1 #16 (mayo de 1989)
- Parte 4: Escuadrón Suicida Vol. 1 #28 (mayo de 1989)
- Parte 5: Checkmate! Vol. 1 #17 (junio de 1989)
- Parte 6 Tie-In: Manhunter Vol. 2 #14 (junio de 1989)
- Parte 7 Tie-In: Firestorm Vol. 2 #86 (junio de 1989)
- Parte 8: Escuadrón Suicida Vol. 1 #29 (junio de 1989)
- Parte 9: Checkmate! Vol. 1 #18 (junio de 1989)
- Parte 10: Escuadrón Suicida Vol. 1 #30 (junio de 1989)
- Parte 11 Tie-In:  Capitán Átomo Vol. 1 #30 (junio de 1989)

Aunque no fue incluido como una parte del crossover, algunas partes se desarrollaron en las páginas de Firestorm Vol. 2 #87 siendo el epílogo de la historia.